# Мюрай, Мари-Од
Мари-Од Мюрай (фр. Marie-Aude Murail; род. 6 мая 1954[…], Гавр) — французская писательница, автор более 80 романов, повестей и рассказов для молодёжи. Начала писать с двенадцати лет. Окончив факультет современной литературы в Сорбонне, защитила диплом «Адаптация классического романа для детской аудитории». С 1980 года переводит, адаптирует и сочиняет повести для взрослых и детей. Во Франции ежегодно продаётся около 200 000 экз. книг Мари-Од Мюрай. Лауреат премии Х. К. Андерсена 2022 года.

## Семья
Отец — писатель, мать — журналистка. Старший брат — композитор Тристан Мюрай, младшие брат и сестра также связали свою жизнь с литературой.
Живёт в Орлеане, замужем, трое детей.

## Начало карьеры писателя
В марте 1988 года издатель Жан Фабр (L'École des loisirs, с этим издательством Мари-Од будет сотрудничать много лет), публикует пиратский роман «Le Chien des Mers» («Морской пёс»), иллюстрированную Иваном Поммо. Следом выходит сборник юмористических рассказов «Голландский без проблем» .
Следующие несколько лет подряд приносят писательнице премию Сорсьер, присуждаемую Ассоциацией библиотек Spécialisés Jeunesse. В «L'École des loisirs» Мари-Од встречает Женевьеву Бризак (издательство Галлимар), которая будет публиковать её книги в течение 30 лет. Здесь в 1989 году выйдет Baby-Sitter Blues — первая из семи книг цикла про подростка Эмильена, который живёт с матерью без отца.

## Детектив Нильс Азар
Книга «Кроваво-красная машинка» (1991) открывает цикл о профессоре Сорбонны Нильсе Азаре, чья способность к эмпатии раз за разом помещает его в центр детективных интриг. Азар уверяет себя, что хочет спокойно читать лекции и писать статьи, но — не без участия своей студентки Катрин Рок — каждый раз принимается за новое расследование. Кроваво-красная игрушечная машинка на рабочем столе Нильса — память о страшной, странной и очень запутанной истории, след которой неумолимо тянется за ним с трёх лет.
(Русское издание 2019 г., изд. Самокат).

## Oh, boy
«Oh, boy!» (1998) — роман, принёсший Мари-Од большую славу. Троим сиротам Морлеван, старший из которых болен лейкемией, угрожает отправка в разные приюты. В попытках остаться вместе они выясняют, что у них есть сводный брат, и готовы не мытьём, так катаньем уговорить его стать их опекуном. Тот даже не подозревает об их существовании, да и вообще не горит желанием иметь семью. Кроме того, молодой человек гомосексуал.
Книга получила больше двадцати наград, начиная с Молодёжной премии Французского телевидения 2000 и Премии Там-Там (le Prix Tam-Tam) за книгу для молодёжи на выставке в Монтрё.
В 2010 году спектакль по пьесе Кэтрин Верлаге получил премию Мольера в шоу Jeune public (реж. Оливье Летелье).
Телевизионная адаптация романа Тьерри Бинисти — «Мы не выбираем родителей» (2008, реж. Тьерри Бинисти)
Одноимённый телевизионный фильм (2010, реж. Иван Кальберлак)
Итальянский перевод был удостоен премии Паоло Унгари-Юнисеф 2008 и Premio LIBER 2009, роман получил множество наград во Франции и Европе и переведён более чем на 20 языков.
В январе 2017 года пьеса поставлена на Бродвее в Театре Новой Победы.
Первое русское издание — 2007 г. (изд. Самокат).

## Умник
Роман «Умник» был написан раньше — в 2004 году. 17-летний Клебер решает выйти из-под опеки отца и забирает из приюта старшего брата с задержкой развития, и поселяется в квартире, которую снимает компания студентов. Клеберу приходится постоянно убеждать окружающих, что у Умника всего лишь интеллект дошкольника, он не преступник, ни для кого не опасен, и с ним можно жить. Умник с детским любопытством разбирает бытовые приборы, советуется во всем с плюшевым кроликом мсье Крокролем, неряшлив вряд ли больше, чем обычные молодые люди, и как собеседник даже неплох. Кроме того, у Умника отличное чувство юмора. Книга ставит вопросы о рамках и границах нормальности, разрушении стереотипов, человечности взаимоотношений.
В 2008 году, в немецком переводе Тобиаса Шеффеля, на Deutscher Jugendliteraturpreis, в рамках Франкфуртской книжной ярмарки, роман получил награду жюри немецких подростков. Французская версия получила в 2006 году премию немецкой средней школы на Лейпцигской ярмарке, а Иван Кальберак в 2011 г. снял по книге фильм.
Первое русское издание — 2015 г. (изд. Самокат).
С 2019 года по этой книге идёт спектакль в Московском театре кукол.

## Мисс Черити
Несмотря на серьёзность определённых тем, в драматических сюжетах Мари-Од Мюрай много юмора: в своих интервью она постоянно указывает на то, что именно в умении находить смешное в сложных жизненных ситуациях видит свою писательскую задачу. В романе «Мисс Черити» (2008) речь о взрослении маленькой Черити Тиддлер. За героиней легко угадывается прототип — всемирно известная английская художница Беатрис Поттер. Девочка испытывает серьёзный интерес к природе, тоскует от навязанного обществом лицемерия и мечтает стать художницей, делая комические зарисовки с гостей, родных, и рисуя животных, которые с разрешения родителей или без него живут в её комнате. Так появляются миссис Мыштон, Клара Кряквуд, Ухти-Тухти, Кролик Питер и другие герои будущих сказок, которые в будущем принесут своей создательнице и славу, и деньги.
Юмор писательницы и глубина повествования напоминают о книгах Диккенса и Уайльда.
Первое русское издание — 2016 г. (изд. Самокат).
С конца 1990х Мари-Од погружает читателей в шесть разных эпох: к этому времени относятся «Мисс Черити» и беллетризованная биография Чарльза Диккенса. Отдав дань уважения любимому романисту, писательница продолжит адаптацию классики для детей: в 2012 году выйдут в её переложении диккенсовские «Большие надежды».
К этому времени относятся её книги «Иисус как роман» и «Сын вора» — в Париже времён Эжена Сю подросток Мало де Ланге, сын осуждённого вора, сбегает из дома взявших его из приюта респектабельных дам, чтобы разыскать своего отца.

## Сериал Спаситель и сын
Какими бы ни были эпохи и герои — реальными, как в «Умнике» или «Мисс Черити», фантастическими, как в «Големе» или романе о вампирах «Кровь и песок», это всегда декорации к разговору о понимании, способности слышать, видеть и понимать другого. Спустя много лет после цикла о Нильсе Азаре Мари-Од представляет читателям нового героя: речь снова об эмпатии, но теперь перед нами профессиональный психолог. Спаситель Сент-Ив, чернокожий уроженец Мартиники двухметрового роста, так занят проблемами своих пациентов, что не имеет времени заняться собственным сыном. Лазарю девять лет, он развлекается подслушиванием отцовских консультаций, и как бы ни старался Сент-Ив отгородить частную жизнь от профессиональной, всё выходит из-под контроля, а пациенты со временем оказываются связаны друг с другом. Чаще это подростки и их родители. Сериал показывает различные проблемы детей: от школьной фобии, зависимостей и самоповреждений до заикания, буллинга, избегающего поведения и первой любви.
Одно из главных отличий сериала — у взрослых и детей один мир, а не разные, изолированные друг от друга непониманием.
Шесть книг сериала «Спаситель и сын» выходят с 2016 года. С 2018 года выходит русский перевод (изд. Самокат).

## Награды
Кавалер ордена Почётного легиона за работу с молодёжью и достижения в литературе.
С 2015—2018 подряд номинировалась на премию Астрид Линдгрен.
Единственный французский автор с 1964 г. — лауреат премии Г. Х. Андерсена (2022).
Le Chien des Mers
- Prix Sorcières 1989

Le Hollandais sans peine (Голландский без проблем)
- Prix Sorcières 1990
- Prix Saint-Benoît 1990

22 !
- Prix Livre, mon ami 2009 (Nouméa)

Mystère
- Sélection 1000 jeunes lecteurs 1989

Bravo, Tristan !
- Prix du livre de l'été 1989 (Metz)
- Prix 1990 des lecteurs de Bobigneries (Bobigny)

Baby-sitter blues
- Prix " L " de l’aventure 1990 (Limoges)
- Prix 1990 des lecteurs de Bobigneries (Bobigny)
- Prix Versele 1992 de littérature enfantine (Ligue des familles — Belgique)

L’assassin est au collège

- Prix Ados de la ville de Rennes/Ille-et-Vilaine (8 juin 1994)

Oh, boy!
- Prix Jeunesse France Télévision 2000,
- Prix Tam-Tam 2000 (Salon du livre de jeunesse de Montreuil),
- Prix " Pot de billes " 2001 (Salon de Montbéliard),
- Prix Sésame 2001 (Salon du livre de jeunesse de Saint-Paul-Trois-Châteaux),
- Prix des lectrices de Julie (éditions Milan)(Salon du Livre de Paris, 17 mars 2001),
- Prix " Tempête au collège 2001 " (Bayonne, 9 mars 2001, décerné par 250 collégiens du Pays Basque),
- Prix du jury des collégiens de Villefranche-de-Rouergue,
- Prix LIVRENTÊTE de Culture et bibliothèques pour tous (Futuroscope, 4 mai 2001),
- Prix adolescents de la ville de Loudéac,
- Prix 2001 du Livre de l'Été (Metz , 8 juin 2001),
- Prix des lecteurs du Morbihan,
- Prix des Collégiens Haute-Savoie 2001,
- Prix des collèges de Martigues 2001,
- Prix Territoire de Lecture (prix littéraire des collèges du Territoire de Belfort),
- Prix des lecteurs 2001 de la ville du Mans,
- Prix Ados de la ville de Rennes/Ille-et-Vilaine 2001 (6 juin 2001),
- Prix du salon du livre de la ville de Chevreuse,
- Prix Tatoulu 2001,
- Le Gaillard d’or 2002 (Brive-la-Gaillarde),
- Coup de cœur 2002 des jeunes lecteurs de la ville de Bruxelles,
- Prix Farniente 2001 (Belgique),
- Isidor Fictions niveau quatrième,
- Prix de la ville de Rennes (4 juin 2003),
- Prix Paolo Ungari-Unicef 2008 (Alice nella città, 30 octobre 2008, traductrice : Federica Angelini),
- Premio LIBER (Foire de Bologne, 24 mars 2009),
- Goldener Lufti (Pegasus-Leserpreis für Jugendbücher, 5 mars 2009),
- Prix Un libro per la testa 2009 (Suzzara, Italie)

Maïté Coiffure
- Prix littéraire des ados de la ville d’Angers édition 2004/2005,
- Prix des Dévoreurs de livres 2004—2005 du département de l’Eure,
- Prix 2005 niveau 5e de la ville de Cherbourg-Octeville ,
- Prix Ados 2004/2005 de la ville de Loudéac,
- Prix Tatoulu 2005,
- Isidor Fictions niveau troisième,
- Prix des Collégiens de l’Estuaire 2004—2005 (4ème-3ème),
- Prix 2005 des collégiens de 4e du Territoire de Belfort,
- Prix du livre de littérature jeunesse du pays des Pyrénées Cathares,
- Prix Marguerite Audoux des collèges (département du Cher),
- 2e Prix des collégiens de la ville de Vannes,
- Prix du livre jeunesse Marseille 2006,
- Prix Escapages 2006 catégorie " + de 12 ans " (Aladin — Indre)

Simple (Умник)
- Prix SNCF 2005 du livre de jeunesse,
- Prix des lycéens allemands 2006 (Leipzig, 17 mars 2006),
- Prix Farniente " deux baskets " (Charleroi, 25 mars 2006),
- Prix littéraire des collégiens (Compiègne, 5 mai 2006),
- Prix littérature jeunesse 2006 (Cholet, 11 mai 2006),
- Prix Ados de la ville de Rennes/Ille-et-Vilaine 2006 (7 juin 2006),
- Prix Escapages " ados " (Indre, 18 mai 2006),
- Prix Plaisirs de lire 2006 (Yonne),
- Prix des lycéens allemands 2007 (Leipzig),
- Deutscher Jugendliteraturpreis — Preis der Jugendjury (salon de Francfort, 17 octobre 2008, traducteur : Tobias Scheffel, éditeur : Fischer Schatzinsel Verlag),
- Goldenen Bücherwurm 2008 (Kinder-Akademie Fulda, 1er octobre 2008),
- Hörbuchpreis der Landeshauptstadt Wiesbaden 2009

Jésus, comme un roman…
- Prix Jeunesse 1998 du Syndicat des libraires de littérature religieuse.

Golem (coécrit avec Elvire et Lorris Murail)
- Grand Prix de l’Imaginaire 2003,
- Prix des Incorruptibles 2003

Vive la République !
- Prix Lire-SNCF 2006 (Salon du livre de Paris, 22 mars 2006),
- Prix Gayant Lecture 2007 catégorie 4 (Douai, 6 février 2007)

Miss Charity (Мисс Черити)
- Prix Bel-Ami 2009
- Liste d’honneur de l’IBBY 2010
- Migliore libro del 2013 — revue italienne LIBER.

Papa et maman sont dans un bateau
- Prix du livre de Viarmes 2010

Malo de Lange, fils de voleur
- Prix Beaugency 2010 " Plaisir de lire Jeunesse "
- Prix Tatoulu 2011

Le Tueur à la cravate
- Prix Gavroche 2011
- Prix Mordus du polar 2012

Sauveur & Fils, saison 1 (Спаситель и сын. Сезон 1)
- Pépite France Télévisions 2016 (catégorie Grands)
- Prix Ados de la ville de Rennes/Ille-et-Vilaine 2017

Le visiteur de minuit
- Prix Graoully 2019